# Бокалов, Дмитрий Иванович
Дмитрий Иванович Бокалов (22 марта 1922, станция Латная, Воронежский уезд — 15 марта 1979, Рига) — советский и латвийский театральный актёр.

## Биография
Родился в семье железнодорожника.
Учился в Воронежском театральном училище (1939—1941), после начала Великой Отечественной войны воевал на фронте. Демобилизован в 1945 году.
Окончил Киевский институт театрального искусства (1949). Работал в Рижском театре музыкальной комедии (1949—1958) и с 1958 года в Рижском театре русской драмы.
В 1964 году дебютировал в кино, в фильме режиссёра Алексея Салтыкова «Председатель», где сыграл эпизодическую роль.
Был женат на Дзидре Бокаловой; их дочь — известный латвийский режиссёр и журналист Вия Бейнерте (р. 1954).
Скончался 15 марта 1979 года, похоронен на кладбище Райниса.

## Роли в театре

### Рижский театр музыкальной комедии
- 1952 — «Трембита» Юрия Милютина — Алексей Сомов
- 1954 — «Голубой гусар» Николая Рахманова — Ржевский
- 1956 — «Сильва» Имре Кальмана — фон Граве

### Рижский театр русской драмы
- 1958 — «Тевье-молочник» по роману Шолом-Алейхема — Перчик
- 1958 — «Варвары» М. Горького — Притыкин
- 1960 — «Голый король» Евгения Шварца — Кристиан
- 1960 — «Хотя и осень» Гунара Приеде — Вилнис
- 1963 — «Смерть Тарелкина» А. В. Сухово-Кобылина — Омега
- 1963 — «День чудесных обманов» («Дуэнья») Ричарда Шеридана — Карлос
- 1964 — «Егор Булычов и другие» Максима Горького — Донат
- 1968 — «Девятый праведник» Ежи Юрандота — Лот
- 1969 — «Человек из Ламанчи» Д. Вассермана, Д. Дэриона и М. Ли — Проповедник
- 1972 — «Жанна д’Арк» Андрея Упита — Фурнье
- 1975 — «Три толстяка» по сказке Юрия Олешы — Кардинал
- 1976 — «Цилиндр» Эдуардо Де Филиппо — Роберто

## Фильмография
- 1964 — Председатель
- 1967 — Армия «Трясогузки» снова в бою — поп
- 1972 — Капитан Джек
- 1973 — Товарищ бригада — капитан
- 1977 — Ералашный рейс — директор пароходства